# العلاقات الشمال مقدونية الفرنسية
العلاقات الشمال مقدونية الفرنسية هي العلاقات الثنائية التي تجمع بين شمال مقدونيا وفرنسا.

## مقارنة بين البلدين
هذه مقارنة عامة ومرجعية للدولتين:
| وجه المقارنة                                              | شمال مقدونيا                                               | فرنسا                                                    |
| --------------------------------------------------------- | ---------------------------------------------------------- | -------------------------------------------------------- |
| المساحة (كم2)                                             | 25.71 ألف                                                  | 643.80 ألف                                               |
| عدد السكان (نسمة)                                         | 2.08 مليون                                                 | 67.12 مليون                                              |
| الكثافة السكانية (ن./كم²)                                 | 80.9                                                       | 104.26                                                   |
| العاصمة                                                   | إسكوبية                                                    | باريس                                                    |
| اللغة الرسمية                                             | اللغة المقدونية، اللغة الألبانية                           | لغة فرنسية                                               |
| العملة                                                    | دينار مقدوني                                               | يورو، فرنك س ف ب، فرنك فرنسي، Livre tournois ‏            |
| الناتج المحلي الإجمالي (بليون دولار)                      | 11.34 مليار                                                | 2.58 تريليون                                             |
| الناتج المحلي الإجمالي (تعادل القوة الشرائية) بليون دولار | 29.26 مليار                                                | 2.87 تريليون                                             |
| الناتج المحلي الإجمالي الاسمي للفرد دولار أمريكي          | 4.85 ألف                                                   | 36.20 ألف                                                |
| الناتج المحلي الإجمالي للفرد دولار أمريكي                 | 16.25 ألف                                                  | 39.33 ألف                                                |
| مؤشر التنمية البشرية                                      | 0.747                                                      | 0.888                                                    |
| رمز المكالمات الدولي                                      | +389                                                       | +33                                                      |
| رمز الإنترنت                                              | .mk                                                        | .fr، .bzh ‏، .tf، .re، .wf، .yt، .pm، .paris              |
| المنطقة الزمنية                                           | توقيت وسط أوروبا، ت ع م+01:00، ت ع م+02:00، أوروبا/سكوبيه ‏ | أوروبا/باريس ‏، توقيت وسط أوروبا، توقيت وسط أوروبا الصيفي |

## مدن متوأمة
في ما يلي قائمة باتفاقيات التوأمة بين مدن شمال مقدونية وفرنسية:
- ترتبط إسكوبية مع ديجون باتفاقية توأمة منذ 1967.
- ترتبط بيتولا مع إبنال باتفاقية توأمة منذ 23 نوفمبر 2006.

## منظمات دولية مشتركة
يشترك البلدان في عضوية مجموعة من المنظمات الدولية، منها:
| علم المنظمة | اسم المنظمة                               | تاريخ انضمام شمال مقدونيا | تاريخ انضمام فرنسا |
| ----------- | ----------------------------------------- | ------------------------- | ------------------ |
|             | مؤسسة التنمية الدولية                     | 25 فبراير 1993            | 30 ديسمبر 1960     |
|             | يونسكو                                    | 28 يونيو 1993             | 4 نوفمبر 1946      |
|             | وكالة ضمان الاستثمار متعدد الأطراف        | 19 مارس 1993              | 28 ديسمبر 1989     |
|             | مجلس أوروبا                               | ?                         | 5 مايو 1949        |
|             | الأمم المتحدة                             | 8 أبريل 1993              | 24 أكتوبر 1945     |
|             | الاتحاد البريدي العالمي                   | ?                         | ?                  |
|             | البنك الدولي للإنشاء والتعمير             | 25 فبراير 1993            | 27 ديسمبر 1945     |
|             | الاتحاد الدولي للاتصالات                  | 4 مايو 1993               | 1866               |
|             | منظمة حظر الأسلحة الكيميائية              | ?                         | ?                  |
|             | مؤسسة التمويل الدولية                     | 25 فبراير 1993            | 20 يوليو 1956      |
|             | المنظمة الأوروبية لسلامة الملاحة الجوية   | 1998                      | 1960               |
|             | المركز الدولي لتسوية المنازعات الاستشارية | 26 نوفمبر 1998            | 20 سبتمبر 1967     |
|             | منظمة التجارة العالمية                    | ?                         | 1995               |
|             | منظمة الشرطة الجنائية الدولية             | ?                         | ?                  |
|             | منظمة الأمن والتعاون في أوروبا            | 12 أكتوبر 1995            | 25 يونيو 1973      |

## وصلات خارجية
- موقع وزارة الخارجية الفرنسية